# Campeonato Mundial de Ajedrez 1998 (FIDE)
El Campeonato Mundial de Ajedrez 1998 de la FIDE fue un encuentro entre el retador Viswanathan Anand de India y el campeón defensor Anatoli Kárpov de Rusia. El match fue jugado en Lausana, Suiza. El primer juego empezó el 2 de enero de 1998. El último juego empezó el 9 de enero del mismo año, que terminó empatado. Kárpov ganó el match 5-3, manteniendo su condición de campeón FIDE.

## Torneo de Candidatos

### Segunda fase
|  | Cuartos de final              | Cuartos de final              |                   |               | Semifinales                   | Semifinales                   |  |               | Final                         | Final                         |  |
|  | 20 al 22 de diciembre de 1997 | 20 al 22 de diciembre de 1997 |                   |               | 23 al 25 de diciembre de 1997 | 23 al 25 de diciembre de 1997 |  |               | 26 al 30 de diciembre de 1997 | 26 al 30 de diciembre de 1997 |  |
|  |                               |                               |                   |               |                               |                               |  |               |                               |                               |  |
|  |                               |                               |                   |               |                               |                               |  |               |                               |                               |  |
|  | Michael Adams                 | 2½                            |                   |               |                               |                               |  |               |                               |                               |  |
|  | Michael Adams                 | 2½                            |                   |               |                               |                               |  |               |                               |                               |  |
|  | Loek van Wely                 | 1½                            |                   |               |                               |                               |  |               |                               |                               |  |
|  | Loek van Wely                 | 1½                            |                   | Michael Adams | 4                             |                               |  |               |                               |                               |  |
|  |                               |                               |                   | Michael Adams | 4                             |                               |  |               |                               |                               |  |
|  |                               |                               | Nigel Short       | 3             |                               |                               |  |               |                               |                               |  |
|  | Nigel Short                   | 2                             | Nigel Short       | 3             |                               |                               |  |               |                               |                               |  |
|  | Nigel Short                   | 2                             |                   |               |                               |                               |  |               |                               |                               |  |
|  | Michał Krasenkow              | 0                             |                   |               |                               |                               |  |               |                               |                               |  |
|  | Michał Krasenkow              | 0                             |                   |               |                               |                               |  | Michael Adams | 4                             |                               |  |
|  |                               |                               |                   |               |                               |                               |  | Michael Adams | 4                             |                               |  |
|  |                               |                               | Viswanathan Anand | 5             |                               |                               |  |               |                               |                               |  |
|  | Boris Gelfand                 | 2½                            | Viswanathan Anand | 5             |                               |                               |  |               |                               |                               |  |
|  | Boris Gelfand                 | 2½                            |                   |               |                               |                               |  |               |                               |                               |  |
|  | Alekséi Dréyev                | 1½                            |                   |               |                               |                               |  |               |                               |                               |  |
|  | Alekséi Dréyev                | 1½                            |                   | Boris Gelfand | ½                             |                               |  |               |                               |                               |  |
|  |                               |                               |                   | Boris Gelfand | ½                             |                               |  |               |                               |                               |  |
|  |                               |                               | Viswanathan Anand | 1½            |                               |                               |  |               |                               |                               |  |
|  | Viswanathan Anand             | 1½                            | Viswanathan Anand | 1½            |                               |                               |  |               |                               |                               |  |
|  | Viswanathan Anand             | 1½                            |                   |               |                               |                               |  |               |                               |                               |  |
|  | Alexéi Shírov                 | ½                             |                   |               |                               |                               |  |               |                               |                               |  |
|  | Alexéi Shírov                 | ½                             |                   |               |                               |                               |  |               |                               |                               |  |
|  |                               |                               |                   |               |                               |                               |  |               |                               |                               |  |

## Match
El match fue jugado como mejor de 6 juegos, las victorias contando 1 punto, los empates ½ punto, y las derrotas 0, y acabaría cuando un jugador llegue a 3½ puntos. Si el match acabara en un empate 3 a 3, se jugarán mini-matches de a dos partidas rápidas hasta que uno triunfe un mini-match. 
| Jugador           | 1 | 2 | 3 | 4 | 5 | 6 |  | 1 | 2 | Total |
| ----------------- | - | - | - | - | - | - |  | - | - | ----- |
| Anatoli Kárpov    | 1 | 0 | ½ | 1 | ½ | 0 |  | 1 | 1 | 5     |
| Viswanathan Anand | 0 | 1 | ½ | 0 | ½ | 1 |  | 0 | 0 | 3     |